# Zhao Benshan

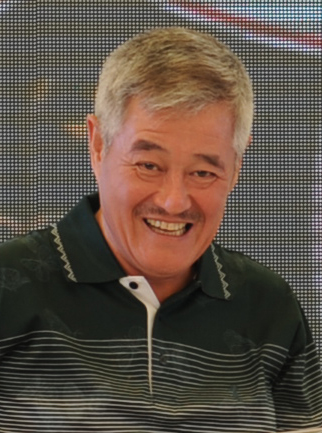
Zhao Benshan – 赵本山, 2011

Zhao Benshan (chinesisch 趙本山 / 赵本山, Pinyin Zhào Běnshān, W.-G. Chao Pen-shan; * 1958 in der kreisfreie Stadt Kaiyuan bei Tieling, Provinz Liaoning) ist ein chinesischer Fernseh- und Filmschauspieler.
Zhao Benshan kommt aus einer einfachen Bauernfamilie und wurde mit 6 Jahren Waise. Seine Schulausbildung endete mit der Mittelschule. Seit den 1980ern trat er regelmäßig als Komödiant in seiner Heimat auf, bis er von seinem bis dato bekannteren Kollegen Jiang Kun (姜昆) entdeckt wurde. Seinen ersten Auftritt, der national Beachtung fand, hatte er 1990 im Galaprogramm zum chinesischen Neujahr 1990. Besonders seine Sketche (小品 xiǎopǐn, deutsch ‚kleine Werke, Skizze, Sketche‘), in denen er häufig in der Rolle des ungebildeten, aber schlagfertigen Bauern auftritt, erfreuen sich großer Beliebtheit.
Er ist ein großer Fan des Fußballvereins Liaoning, 2005 investierte er 10 Mio. RMB in den Verein.

## Filmografie (Auswahl)
- 1997: Keep Cool (有话好好说 Yǒu huà hǎohǎo shuō)
- 1998: Der Kaiser und sein Attentäter (荆轲刺秦王 Jīng Kē cì Qínwáng)
- 2000: Happy Times (幸福时光 Xìngfú shíguāng)
- 2007: Nicht ohne meine Leiche (落叶归根 Luòyè guīgēn)
- 2013: The Grandmaster (一代宗师 Yīdài zōngshī)

## Auszeichnungen  (Auswahl)
- Hundred Flowers Awards (Best Actor – „Bester Hauptdarsteller“)
- Huabiao Awards (Outstanding Actor – „Herausragender Darsteller“)